# Dołki (Zbydniów)
Dołki – część wsi Zbydniów w Polsce położona w województwie małopolskim, w powiecie bocheńskim, w gminie Łapanów.
W latach 1975–1998 Dołki  należały administracyjnie do województwa tarnowskiego.